# Булгаковка (Саратовская область)
Булгаковка — село в Воскресенском районе Саратовской области. Входит в Воскресенское муниципальное образование.

## География
Расположено на реке Сухая Берёзовка в 19 км к северу от села Воскресенское, в 35 км к западу от Вольска и в 78 км к северо-востоку от Саратова.
Имеются местные дороги: на юго-восток — в Михайловку (на Воскресенское), на запад — в Нечаевку (к автодороге Р228). Ближайший ж.-д. остановочный пункт находится в Нечаевке (на линии Саратов — Сызрань).
| 2002 | 2010 |
| ---- | ---- |
| 442  | ↘312 |

## История
Государственная деревня Булгаковка была основана не позже 1790 года крестьянами-переселенцами из одноимённого села Саратовского уезда. В 1823 году в Булгаковке была построена православная каменная церковь. На момент крестьянской реформы 1861 года численность населения Булгаковки составляла 1422 человека, 248 дворов. Функционировали две мельницы, чуть западнее проходил крупный почтовый тракт. Булгаковские крестьяне образовали одно сельское общество, само село являлось центром одноимённой волости Вольского уезда Саратовской губернии. В 1873 году на частной квартире открылась первая школа, переехавшая в 1885 году в отдельное здание. В 1908 году была открыта деревянная приходская школа. В 1910 году в Булгаковке проживали 2687 приписных и 38 посторонних человек. Жители были русские, православные, имелась также большая старообрядческая община поморцев (71 семья), у которой была своя моленная. В годы Первой мировой войны булгаковские жители сражались в рядах царской армии.
В начале 1918 года в селе установилась советская власть. В этом же году в Булгаковке образовалась первая партийная ячейка, секретарём которой стал В. Т. Новожеин. В жаркое, засушливое лето 1921 года в селе случился сильный пожар, уничтоживший большую часть домов. За одним несчастьем началось другое, ещё большее — голод. Многие жители покинули село, являвшееся центром сельсовета, оставшимся приходилось жить в землянках. В 1923 году были созданы комсомольская ячейка и комитет бедноты, появились первые сельскохозяйственные артели, преобразованные два года спустя в колхоз «Родина». В 1926 году в деревне появился трактор.
Более ста жителей села погибли на полях сражений Великой Отечественной войны. В эти тяжёлые годы не прекращалась работа колхоза, были построены новые телятник и конюшня, кузница, столярная мастерская. Местная церковь, бездействовавшая с 1931 года и официально закрытая в 1934-м, в 1950-х годах была полностью разрушена.
Сегодня в селе имеются фельдшерско-акушерский пункт, отделение связи, дом культуры, общеобразовательная школа и детский сад «Капелька», коллективное сельскохозяйственное предприятие «Родина».

## Достопримечательности
В апреле 2004 года на сельском сходе было решено возвести в селе православную часовню. Чин освящения часовни в честь иконы Божией Матери «Казанская» был совершён 8 мая 2005 года благочинным Вольского округа Константином Марковым. На празднике открытия присутствовали представители районной администрации, приходами вольского Благовещенского и воскресенского Троицкого храмов в дар верующим Булгаковки были переданы иконы.
Рядом с часовней на центральной площади возле дома культуры установлен памятник погибшим в 1941—1945 годах землякам.

## Известные личности
В конце 1870-х годов в период «вторых хождений в народ» в Булгаковке жила революционерка партии «Земля и воля» Мария Павловна Лешерн фон Герцфельд. В первые послереволюционные месяцы борьбой за установление власти Советов в селе руководил комиссар почты и телеграфа Вольского уезда, профессиональный революционер С. В. Сенотов.